# 小行星5163
小行星5163（英語：5163）是一颗围绕太阳公转的小行星。1983年10月9日，J. Wagner在可可尼诺县发现了此天体。
这颗小行星的绝对星等为238.3845364267455等。